# Zach Edwards
Pour les articles homonymes, voir Edwards.
Zachary « Zach » Edwards, né le 26 février 1998 à West Saint Paul (Minnesota) est un joueur professionnel américain de football américain évoluant au poste de quarterback pour la franchise des Mousquetaires de Paris dans l'European League of Football (ELF).

## Biographie
Il commence à jouer au football américain au lycée (High School) pour les Warriors de Henry Sibley (en), puis par la suite au niveau universitaire américain pendant trois ans pour les Saints de St. Scholatica, dans la Division III de la NCAA.
Après son cursus universitaire, il décide de rejoindre en 2020 le championnat espagnol de football américain, avec les Pioners de L'Hospitalet, avec lesquels il restera une saison.
À la suite de cette expérience en Espagne, il décidera en 2021, de rejoindre la nouvelle ligue professionnelle européenne de football américain : la European League of Football. Il joue pour la franchise espagnole des Dragons de Barcelone où il reste deux saisons. Lors de sa seconde saison, en 2022, il permet à son équipe de terminer première de sa division et la qualifie pour la phase finale où ils sont battus par les futurs champions des Vikings de Vienne,.
Il rejoint ensuite la nouvelle franchise des Mousquetaires de Paris pour la saison 2023 de la ELF,. Avec sa nouvelle équipe, il finira la saison sur un bilan de 6 victoires pour 6 défaites et termine 3e de la conférence Ouest sans pour autant se qualifier pour la phase finale. Fin décembre 2023, les Mousquetaires annoncent la prolongation d'Edwards pour une saison supplémentaire en 2024.

## Identité visuelle

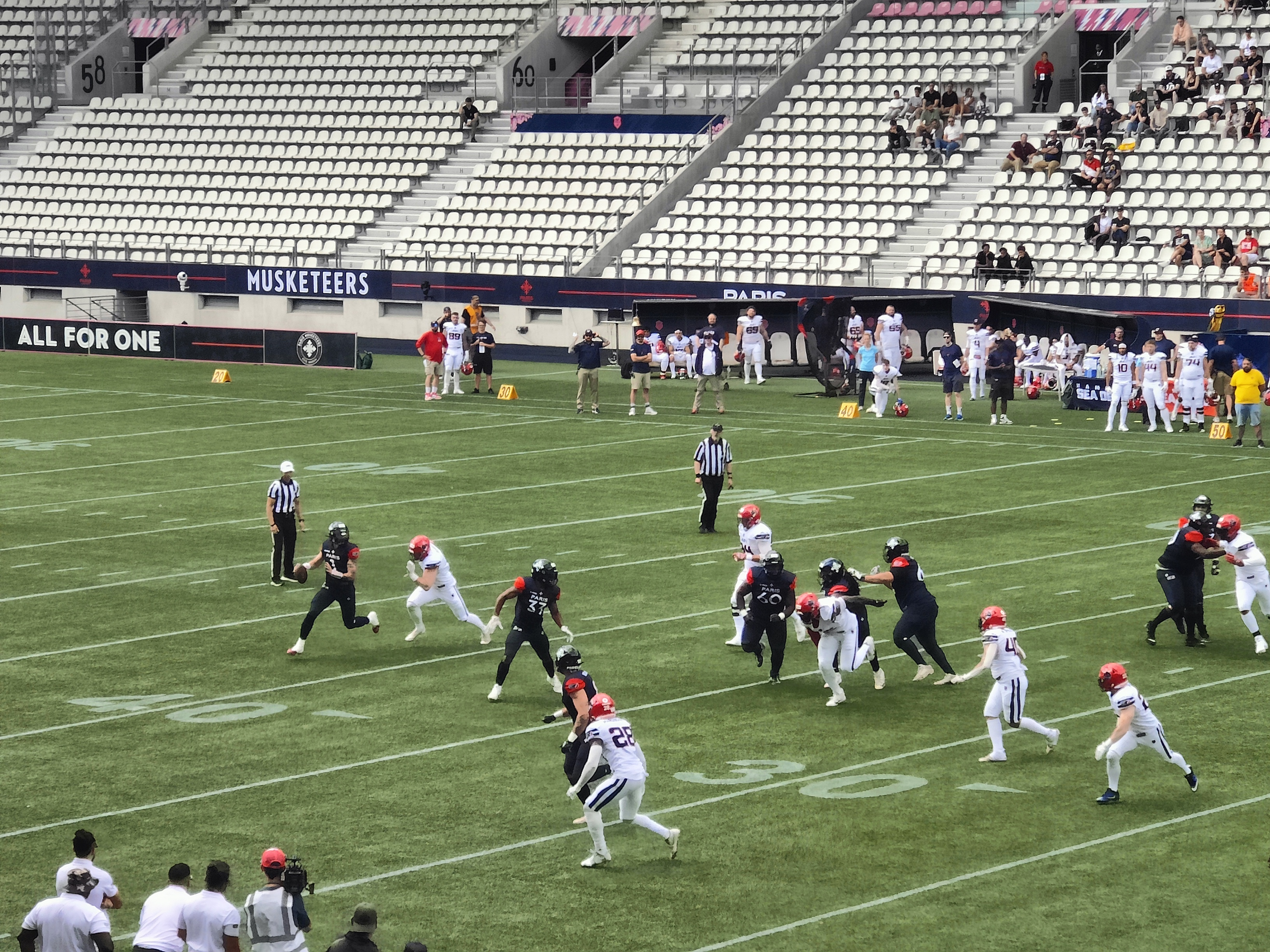
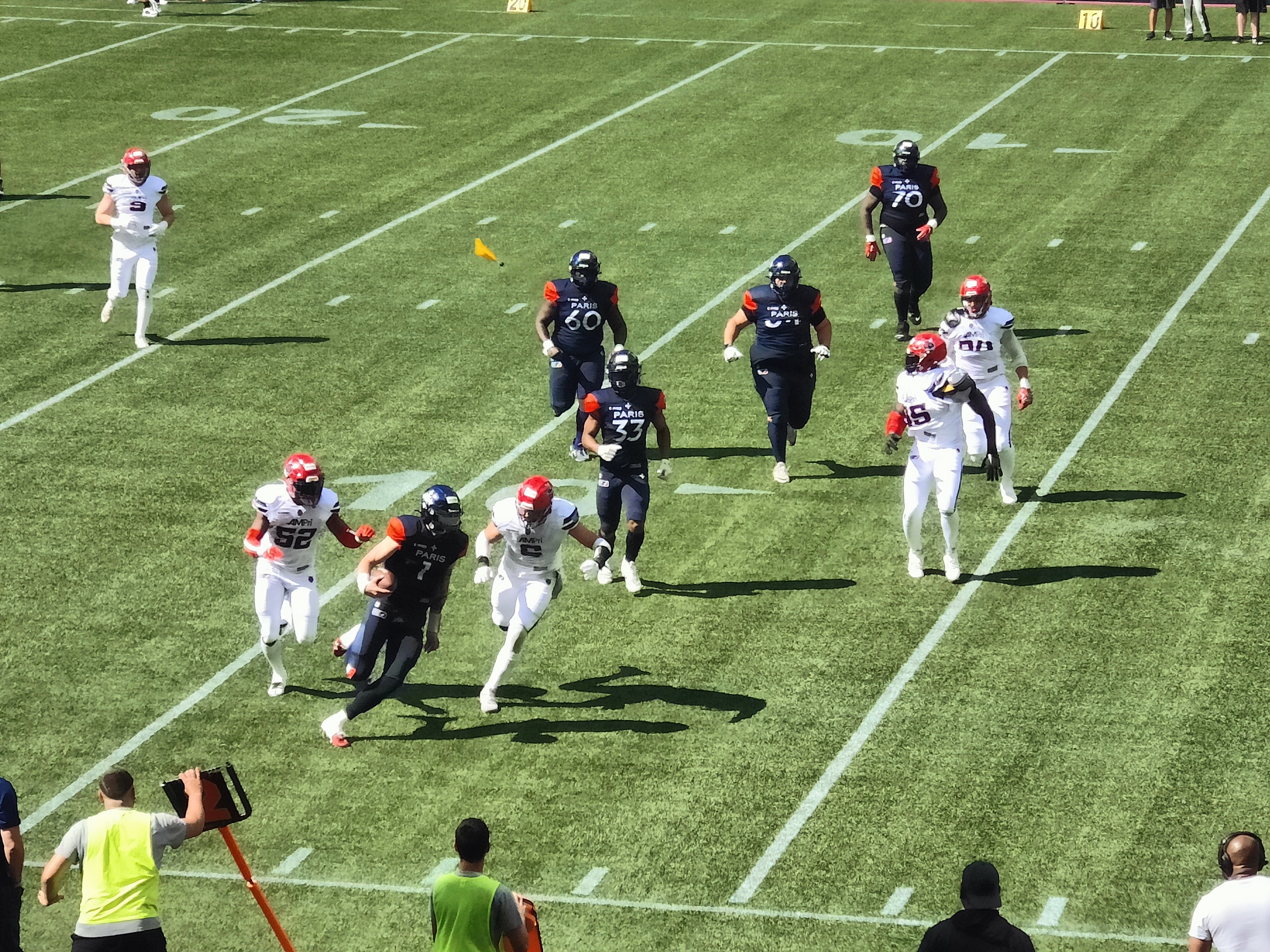
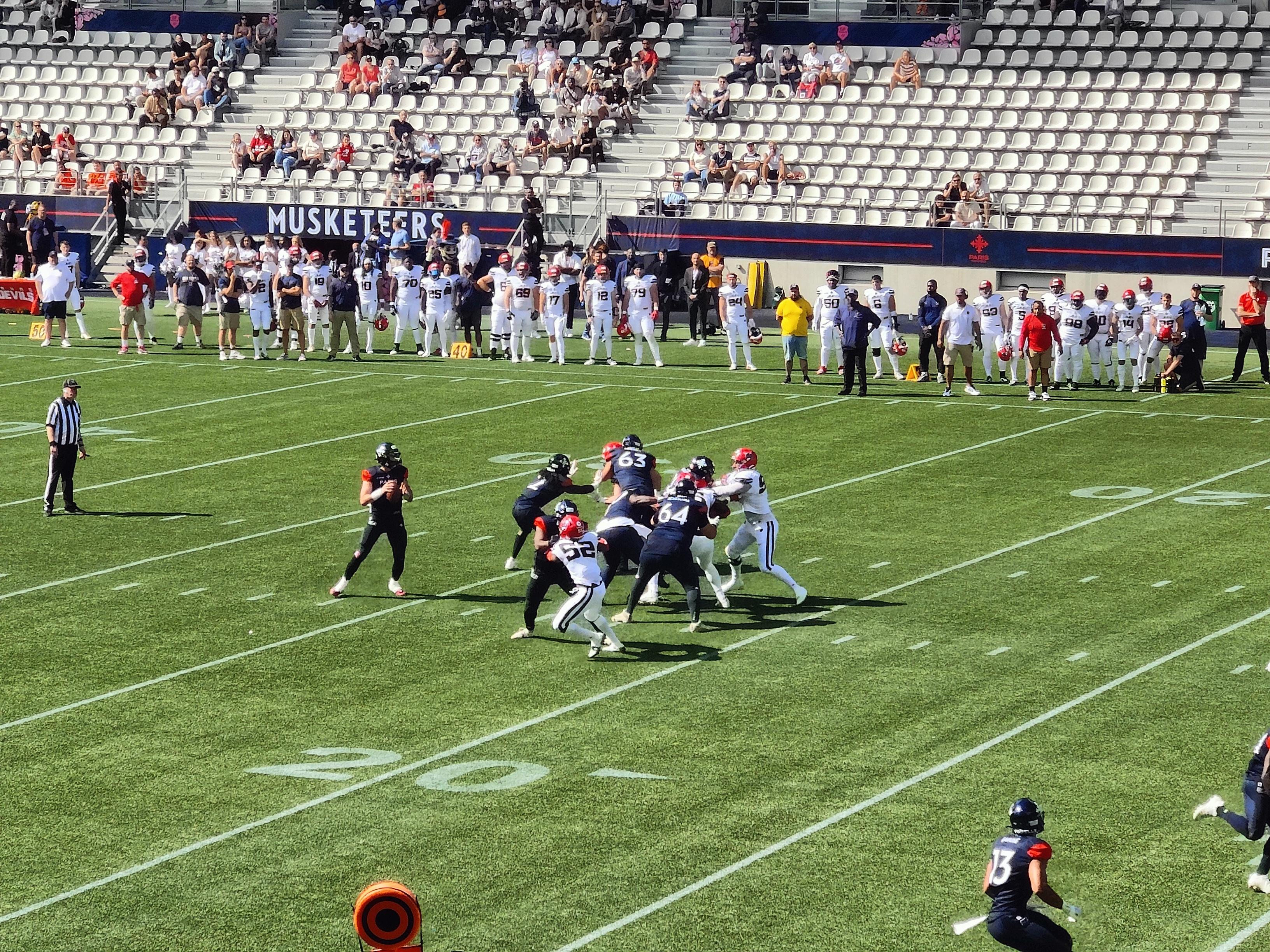
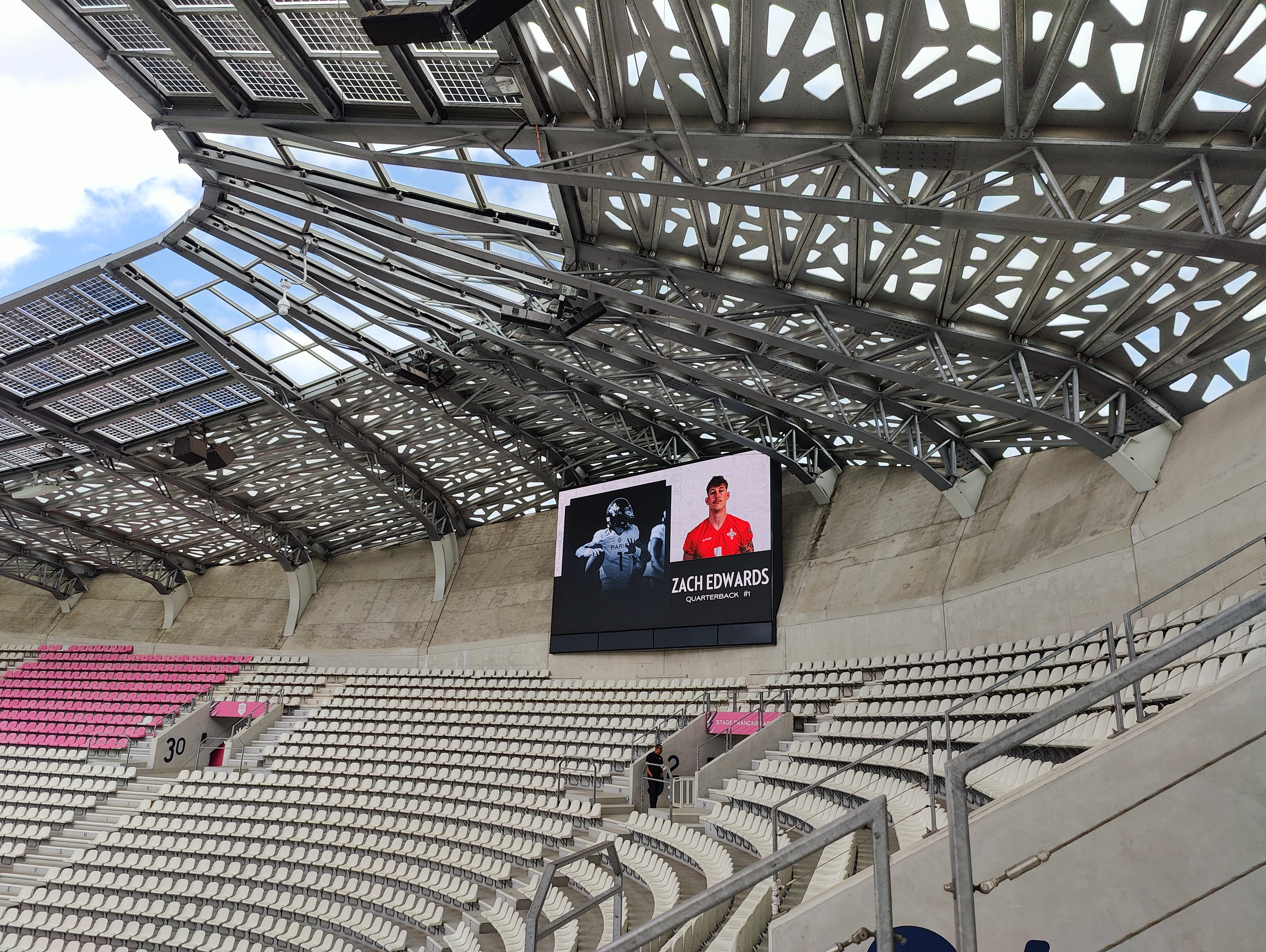

## Statistiques
| Année     | Équipe                 | Compétition         | MJ                         | Passes                     | Passes                     | Passes                     | Passes                     | Passes                     | Passes                     | Passes                     | Courses                    | Courses                    | Courses                    | Courses                    |
| --------- | ---------------------- | ------------------- | -------------------------- | -------------------------- | -------------------------- | -------------------------- | -------------------------- | -------------------------- | -------------------------- | -------------------------- | -------------------------- | -------------------------- | -------------------------- | -------------------------- |
| Année     | Équipe                 | Compétition         | MJ                         | Tentées                    | Réussies                   | Pct.                       | Yards                      | TD                         | Int.                       | Éval.                      | Tentées                    | Yards                      | Moy.                       | TD                         |
| 2012-2015 | Henry Sibley Warriors  | High School (Lycée) | Statistiques indisponibles | Statistiques indisponibles | Statistiques indisponibles | Statistiques indisponibles | Statistiques indisponibles | Statistiques indisponibles | Statistiques indisponibles | Statistiques indisponibles | Statistiques indisponibles | Statistiques indisponibles | Statistiques indisponibles | Statistiques indisponibles |
| 2016      | St. Scholastica Saints | NCAA Div. III       | 06                         | 019                        | 08                         | 42,1                       | 0 117                      | 02                         | 01                         | 075,99                     | 015                        | 031                        | 2,1                        | 0                          |
| 2017      | St. Scholastica Saints | NCAA Div. III       | 10                         | 0269                       | 0143                       | 53,2                       | 2 608                      | 27                         | 09                         | 106,30                     | 053                        | -43                        | -0,8                       | 1                          |
| 2018      | St. Scholastica Saints | NCAA Div. III       | 10                         | 0481                       | 0263                       | 54,7                       | 3 194                      | 29                         | 14                         | 083,29                     | 096                        | 154                        | 1,6                        | 3                          |
| 2019      | St. Scholastica Saints | NCAA Div. III       | 10                         | 0453                       | 0282                       | 62,3                       | 3 105                      | 32                         | 16                         | 091,35                     | 126                        | 191                        | 1,5                        | 6                          |
| Total     | Total                  | Total               | 36                         | 1 196                      | 1 714                      | 52,8                       | 9 024                      | 90                         | 40                         | 089,23                     | 290                        | 333                        | 1,2                        | 10                         |

| Année | Équipe                  | Compétition  | MJ                         | Passes                     | Passes                     | Passes                     | Passes                     | Passes                     | Passes                     | Passes                     | Courses                    | Courses                    | Courses                    | Courses                    |
| ----- | ----------------------- | ------------ | -------------------------- | -------------------------- | -------------------------- | -------------------------- | -------------------------- | -------------------------- | -------------------------- | -------------------------- | -------------------------- | -------------------------- | -------------------------- | -------------------------- |
| Année | Équipe                  | Compétition  | MJ                         | Tentées                    | Réussies                   | Pct.                       | Yards                      | TD                         | Int.                       | Éval.                      | Tentées                    | Yards                      | Moy.                       | TD                         |
| 2020  | Pioners de L'Hospitalet | LNFA Serie B | Statistiques indisponibles | Statistiques indisponibles | Statistiques indisponibles | Statistiques indisponibles | Statistiques indisponibles | Statistiques indisponibles | Statistiques indisponibles | Statistiques indisponibles | Statistiques indisponibles | Statistiques indisponibles | Statistiques indisponibles | Statistiques indisponibles |
| 2021  | Dragons de Barcelone    | ELF          | 10                         | 0357                       | 192                        | 53,8                       | 02 514                     | 021                        | 11                         | 083,01                     | 087                        | 0261                       | 3,0                        | 03                         |
| 2022  | Dragons de Barcelone    | ELF          | 13                         | 0464                       | 266                        | 57,3                       | 03 449                     | 037                        | 10                         | 098,43                     | 098                        | 0549                       | 5,6                        | 04                         |
| 2023  | Mousquetaires de Paris  | ELF          | 12                         | 0435                       | 258                        | 59,3                       | 03 096                     | 030                        | 12                         | 092,66                     | 124                        | 0569                       | 4,6                        | 07                         |
| 2024  | Mousquetaires de Paris  | ELF          | 14                         | 0410                       | 242                        | 58,8                       | 03 518                     | 039                        | 10                         | 108,57                     | 146                        | 0924                       | 6,3                        | 10                         |
| Total | Total                   | Total        | 49                         | 1 666                      | 958                        | 57,5                       | 12 577                     | 127                        | 43                         | 096,11                     | 455                        | 2 303                      | 5,0                        | 24                         |